# Rajno Polje
Rajno Polje je naselje u gradu Leskovcu, Jablanički upravni okrug, Srbija. Prema popisu iz 2022. godine u Rajno Polju je živio 601 stanovnik.